# 国民議会 (クウェート)
国民議会（こくみんぎかい、アラビア語: مجلس الأمة）は、クウェートの議会。2024年5月10日にミシュアル首長が議会の解散、憲法の一部条項を最長4年間停止させ、その間は首長と首長が任命する内閣が議会の一部権限を引き継ぐと発表しており、事実上の機能停止状態にある。

## 議会構成

### 任期
4年。ただし、首長による解散により任期満了前に失職する。

### 定数
50人。

## 選挙
各選挙区10人選出する大選挙区制。
2012年の選挙法改正で1票あたり4人に投票（制限連記制投票）できたが、1票あたり1人投票（単記非移譲式投票）に変更となった。

### 選挙資格と被選挙資格
2005年の選挙法改正により、女性参政権を容認した。

### 過去の議会選挙
- 2024年4月4日（2024年5月10日にミシュアル首長が議会を解散し、最長4年間権限を剥奪[1]）
- 2023年6月6日
- 2022年9月29日（2023年3月に憲法裁判所が無効化）[2]
- 2020年12月5日
- 2016年11月26日
- 2013年7月25日
- 2012年12月1日
- 2012年2月2日
- 2009年5月16日
- 2008年5月17日

## 参考資料
- 中東諸国の法律・司法制度